# Ohtaius signifer
Ohtaius signifer es una especie de coleóptero de la familia Endomychidae.

## Distribución geográfica
Habita en la India.